# Pateta
Pateta (em inglês, Goofy) é um personagem de animação dos Estúdios Walt Disney criado em 1932. Ele é um cão antropomórfico da raça Bloodhound de aparência magra, esguia, alta, e desengonçada. É conhecido pelo público por seu jeito atrapalhado, engraçado e bondoso e por seu chapéu singular. Seu nome seria um apelido, pois nos curtas dos anos 50 e 60 era chamado "George Geef" ou "G. G. Goof". Fontes atuais como o desenho A Turma do Pateta dão seu nome completo como Pateta Pateta.
Pateta possui um filho, Max, e os alter-egos super-heroicos Superpateta (paródia de Superhomem) e Jaime Scond (paródia de James Bond). É amigo próximo de Mickey Mouse e do Pato Donald, dois dos personagens mais característicos do universo Disney.
A estreia do personagem foi em desenhos animados: começou em "Mickey's Revue" como Dippy Dawg; passou a ser retratado como um personagem mais novo em produções posteriores como no curta "The Whoopee Party". Ganhou produções dedicadas a partir de 1939. Dois curtas foram indicados ao Oscar: How to Play Football (1944) e Aquamania (1961).

## História
O personagem foi criado em 1932 com o nome de Dippy Dawg e apareceu pela primeira vez, no curta-metragem de animação "Mickey´s Revue" dirigido por Wilfred Jackson, no papel de um integrante da plateia irritante por sua atitude imprópria e sua risada escandalosa. Porém, o que parecia ser apenas um personagem mediano num papel insignificante acabou por levá-lo às graças de Walt Disney, justamente por sua risada característica, desenvolvida junto a Pinto Colvig (roteirista e palhaço), com quem trabalharia até 1965. A partir de então, Pateta começa a participar de um número cada vez maior de trabalhos e, rapidamente, torna-se um dos melhores amigos de Mickey Mouse.
Enquanto Dippy Dawg, o personagem atuou sempre como coadjuvante. Em 1934, porém, ao aparecer em "The Orphan´s Benefit", fixa sua imagem como personagem oficial do primeiro escalão da Turma do Mickey e muda seu nome para Goofy. Contudo, foi apenas no dia 17 de março de 1939 que Pateta conseguiu seu primeiro trabalho solo. É a animação "Goofy and Wilbur", dirigida por Dick Huemer. A história girava em torno de Pateta e seu animal de estimação Wilbur, um gafanhoto, em um dia de pescaria.
Já na década de 40, Pateta inicia seus trabalhos no estilo "Como fazer....", ensinando desde "Como Dormir" até "Como Esquiar", nesses trabalhos Pateta atrapalhadamente, mas sempre determinado, nos ensina, ou pelo menos tenta, a realizar as mais diversas tarefas. Com pouca fala e sempre com a ajuda de um narrador que interage com o personagem a quase todo momento, pode-se dizer que o ensino quase nunca corre normalmente. Nesses desenhos, todos os personagens têm a fisionomia de Pateta. De 1940 a 1950, 48 animações do Pateta já haviam sido apresentadas, além de aparecer em outros diversos junto a Mickey Mouse e Pato Donald. Além do Pateta Olímpico, a série "Como fazer..." inspirou várias séries de quadrinhos especiais do Pateta, como a produzida no exterior e conhecida no Brasil por "Pateta faz História", na qual ele sempre representa uma personagem histórica: Cristóvão Colombo, Leonardo da Vinci etc.
Art Babbitt é creditado por desenvolver a personalidade de Pateta, ele o descreveu desta maneira no documentário ''Animating Art'': Ele [pateta] era alguém que nunca soube o quão estúpido ele era. Ele pensou longa e cuidadosamente antes que ele fez alguma coisa, e então ele fez errado.
Depois do desenho "Aquamania" (1961), Pateta "aposentou-se", só aparecendo numa ponta em Uma Cilada para Roger Rabbit (1988).
Nos anos 90, Pateta conseguiu sua série de TV chamada "A Turma do Pateta". Na série, ele vive com seu filho Max e seu gato Panqueca, além do vizinho e amigo Bafo de Onça. O sucesso levou aos filmes "Pateta - O Filme" (1995) e "Pateta 2 - Radicalmente Pateta" (2000), além de um jogo para Super NES.
Também apareceu no programa infantil para TV "A Casa do Mickey Mouse". Recentemente, Pateta tornou-se um dos protagonistas da série de videogame Kingdom Hearts.
Em "Mickey's Service Station", dirigido por Ben Sharpsteen e lançado em 16 de março de 1935 é que se inicia a clássica formação "Mickey, Donald e Pateta", que se repetiria diversas vezes. Nesse estilo de comédia, os três sempre se defrontam com uma situação principal e, ao longo da aventura, o foco narrativo se divide em três, acompanhando a trajetória de cada um separadamente e unindo-se novamente no final. É o estilo utilizado também em "Clock Cleaners", lançado em 15 de outubro de 1937 e "Lonesome Ghosts", 24 de dezembro de 1937. Ao longo do tempo, a participação do Mickey nas animações diminui em detrimento de uma maior participação de Pateta e Donald. A razão era que, enquanto Donald era mais facilmente irritável e Pateta se tornava cada vez mais desligado, Mickey ia se tornando cada vez mais equilibrado e sem defeitos, sendo o porto seguro do trio. Então os artistas do estúdio acharam que era mais fácil bolar novas aventuras para Pateta e Donald do que era para Mickey, chegando ao ponto de tornar as aparições de Mickey desnecessárias e não interessantes para o público. "Polar Trappers", lançado no dia 17 de junho de 1938, foi o primeiro trabalho de Pateta e Donald como uma dupla. Mickey voltaria ao grupo original em "The Whalers", lançado em 19 de agosto de 1938, mas essa seria a última produção da década de 30 a trabalhar com os três juntos.
Ao contrário de Mickey e Minnie e Pato Donald e Margarida, Pateta não tem nenhum par romântico, apenas no filme Pateta 2, em que teve um par romântico com uma bibliotecária da sua faculdade chamada Sylvia Marpole. Também nos desenhos antigos, o Pateta era casado com uma mulher humana que o seu rosto não era mostrado(e possivelmente é apontada como a mãe jamais revelada de seu filho Max). Nos desenhos atuais como Point do Mickey, Pateta tem um interesse amoroso em Clarabela, que é a namorada do Horácio.

## No Brasil
Com grande popularidade, Pateta tem sido presença constante nos quadrinhos Disney no Brasil. Devido a popularidade dos seus desenhos em que ensina a praticar esportes e que sempre são exibidos na TV, ele foi escolhido pelos artistas brasileiros como o protagonista da primeira história Disney especial publicada pela Editora Abril (de mais de 30 páginas e na qual aparecem todos os personagens Disney de destaque, exceto os clássicos históricos) sobre as Olimpíadas. A história foi chamada de Pateta Olímpico (publicada em 1972, por ocasião das Olimpíadas de Munique). O Pateta Olímpico era o Pateta de sempre, que se entusiasma pela Olimpíada e resolve se inscrever como maratonista, numa competição de Patópolis patrocinada pelo jornal do Tio Patinhas. Ao vencer a prova, se classifica para a mesma competição nas Olimpíadas oficiais. Curiosamente, nos anos 90 seria lançado o Sports Goofe que lembra o Pateta Olímpico, mas produzido no exterior e como sendo um novo personagem, primo do Pateta.

## Filmografia
- "Mickey's Revue" (1932)
- "The Whoopee Party" (1932)
- "Touchdown Mickey" (1932)
- "The Klondike Kid" (1932)
- "Mickey's Mellerdrammer" (1933)
- "Ye Olden Days" (1933)
- "The Orphan's Benefit" (1934)
- "The Band Concert" (1935)
- "Mickey's Service Station" (1935)
- "Mickey's Fire Brigade" (1935)
- "On Ice" (1935)
- "Mickey's Polo Team" (1936)
- "Moving Day" (1936)
- "Moose Hunters" (1937)
- "Mickey Amateurs" (1937)
- "Hawaiian Holiday" (1937)
- "Clock Cleaners" (1937)
- "Lonesome Ghosts" (1937)
- "Magical Mickey" (1937)
- "Boat Builders" (1938)
- "Mickey's Trailer" (1938)
- "Polar Trappers" (1938)
- "The Fox Hunt" (1938)
- "The Whalers" (1938)
- "The Standard Parade" (1939)
- "Goofy and Wilbur" (1939)
- "Tugboat Mickey" (1939)
- "Billposters" (1940)
- "Goofy's Glider" (1940)
- "Baggage Buster" (1941)
- "Nifty Nineties"( 1941)
- "Orphan's Benefit"(remake) (1941)
- "The Art of Skiing"(1941)
- "The Art of Self Defense"(1941)
- "The Reluctant Dragon"(1941)
- "Mickey's Birthday Party"(1942)
- "Symphony Hour"(1942)
- "How to Play Baseball"(1942)
- "The Olympic Champ"(1942)
- "How to Swim"(1942)
- "How to Fish"(1942)
- "Victory Vehicles"(1943)
- "Alô, Amigos"(1943)
- "How to Be a Sailor" (1944)
- "How to Play Golf" (1944)
- "How to Play Football" (1944)
- "Tiger Trouble" (1945)
- "African Diary" (1945)
- "Californy 'er Bust" (1945)
- "Hockey Homicide" (1945)
- "Knight for a Day" (1946)
- "Double Dribble"(1946)
- "Foul Hunting" (1947)
- "Como É Bom Se Divertir"(1947)
- "They're Off"(1948)
- "The Big Wash" (1948)
- "Tennis Racquet"(1949)
- "Goofy Gymnastics" (1949)
- "Motor Mania" (1950)
- "Hold That Pose"(1950)
- "Crazy Over Daisy" (1950)
- "Lion Down" (1951)
- "Home Made Home"(1951)
- "Tomorrow We Diet"(1951)
- "Get Rich Quick" (1951)
- "Fathers Are People" (1951)
- "No Smoking" (1951)
- "Father's Lion"(1952)
- "Hello, Aloha"(1952)
- "Pluto's Christmas Tree"(1952)
- "Man's Best Friend"(1952)
- "Two-Gun Goofy"(1952)
- "Teachers Are People"(1952)
- "Two Weeks Vacation"(1952)
- "How to Be aDetective"(1952)
- "Father's Day Off"(1953)
- "For Whom the Bulls Toil"(1953)
- "Father's Week End"(1953)
- "How to Dance"(1953)
- "How to Sleep"(1953)
- "Aquamania"(1961)
- "Freewayphobia No. 1"(1965)
- "Goofy's Freeway Trouble"(1965)

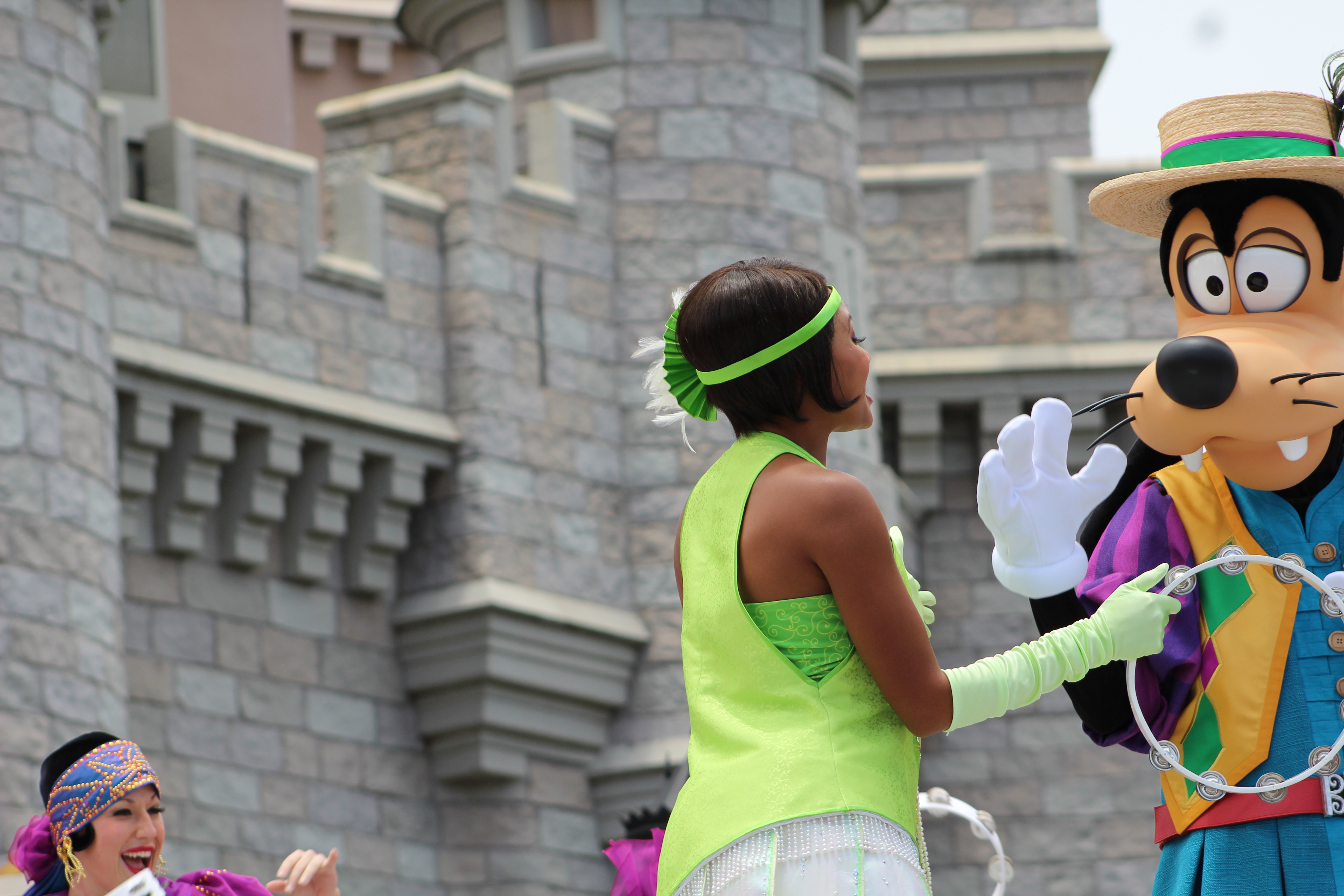
Pateta e Tiana no Magic Kingdom.

- "O Conto de Natal do Mickey"(1983)
- "Sport Goofy in Soccermania" (1987)
- "Uma Cilada para Roger Rabbit"(1988)
- "O Príncipe e o Mendigo"(1990)
- "A Turma do Pateta"
- "Pateta - O Filme"(1995)
- "Aconteceu no Natal do Mickey"(1999)
- "Pateta 2 - Radicalmente Pateta"(2000)
- "O Natal Mágico do Mickey"(2001)
- "Os Vilões da Disney"(2002)
- "Mickey, Donald e Pateta - Os Três Mosqueteiros"(2004)
- "Aconteceu de Novo no Natal do Mickey"(2004)